# 达拉姆贾伊加尔
达拉姆贾伊加尔（Dharamjaigarh），是印度恰蒂斯加尔邦赖格尔县的一个城镇。总人口13603（2001年）。

## 人口
该地2001年总人口13603人，其中男性6862人，女性6741人；0—6岁人口1958人，其中男976人，女982人；识字率63.83%，其中男性为72.24%，女性为55.27%。